# FIBA Europapokal der Landesmeister 1959/60
Die Saison 1959/60 war die 3. Spielzeit des FIBA Europapokal der Landesmeister, der von der FIBA Europa veranstaltet wurde.
Den Titel gewann wie in den beiden Jahren zuvor ASK Riga aus der Sowjetunion.

## Modus
An der Endrunde nahmen die 13 Meister der jeweiligen nationalen Liga, sowie der Titelverteidiger und ein weiteres ausgewähltes Team aus der Sowjetunion, teil. Zuerst wurde eine Qualifikation gespielt. Die Sieger der Spielpaarungen wurden in Hin- und Rückspiel ermittelt. Entscheidend war das gesamte Korbverhältnis beider Spiele. 
Die Sieger der Spielpaarungen in der zweiten Runde, im Viertelfinale, im Halbfinale, sowie im Finale, wurden ebenfalls in Hin- und Rückspiel ermittelt.

## 1. Runde (Qualifikation)
|                         | Gesamt  |                      | Hinspiel | Rückspiel |
| ----------------------- | ------- | -------------------- | -------- | --------- |
| US Marocaine Casablanca | 95:92   | Académica de Coimbra | 54:48    | 41:44     |
| PAOK Thessaloniki       | 121:159 | CCA Bukarest         | 61:80    | 60:79     |
| HSG Wissenschaft Berlin | 154:162 | Pantterit Helsinki   | 88:84    | 66:78     |
| USC Heidelberg          | 90:113  | Urania GS Genf       | 46:55    | 44:58     |
| BBC Sparta Bertrange    | 92:137  | GS Chorale Mulsant   | 47:60    | 45:77     |

- Fenerbahçe Istanbul aus der Türkei zog kampflos in die Endrunde ein, weil der vorgesehene Gegner Maccabi Tel Aviv wegen interner Probleme nicht antrat.[1]
- Union Babenberg Wien aus Österreich kam ebenfalls kampflos weiter, da der italienische Meister in der Vorsaison Simmenthal Milano für den Europapokal 1959/60 gesperrt war.[1]

## Teilnehmer an der Endrunde
| Sowjetunion 1    | 2 | ASK Riga                | BK Dinamo Tiflis |
| Belgien          | 1 | Antwerp BC              |                  |
| Bulgarien        | 1 | BK Akademik Plowdiw     |                  |
| Finnland         | 1 | Helsingin Pantterit     |                  |
| Frankreich       | 1 | GS Chorale Mulsant      |                  |
| Jugoslawien      | 1 | AŠK Olimpija Ljubljana  |                  |
| Marokko          | 1 | US Marocaine Casablanca |                  |
| Österreich       | 1 | Union Babenberg Wien    |                  |
| Polen            | 1 | KS Polonia Warschau     |                  |
| Rumänien         | 1 | CCA Bukarest            |                  |
| Schweiz          | 1 | Urania GS Genf          |                  |
| Spanien          | 1 | FC Barcelona            |                  |
| Tschechoslowakei | 1 | BK Slovan Orbis Prag    |                  |
| Türkei           | 1 | Fenerbahçe Istanbul     |                  |

## 2. Runde
|                         | Gesamt  |                        | Hinspiel | Rückspiel |
| ----------------------- | ------- | ---------------------- | -------- | --------- |
| Fenerbahçe Istanbul     | 116:139 | BK Akademik Plovdiv    | 61:69    | 55:70     |
| US Marocaine Casablanca | 124:173 | FC Barcelona           | 63:60    | 61:113    |
| CCA Bukarest            | 155:173 | BK Dinamo Tiflis       | 87:83    | 68:90     |
| Pantterit Helsingin     | 162:184 | KS Polonia Warschau    | 84:88    | 78:96     |
| Union Babenberg Wien    | 134:184 | AŠK Olimpija Ljubljana | 83:84    | 51:100    |
| Urania GS Genf          | 128:142 | BK Slovan Orbis Prag   | 54:62    | 74:80     |
| GS Chorale Mulsant      | 115:109 | Antwerp BC             | 54:53    | 61:56     |

- Freilos als Titelverteidiger:  ASK Riga

## Viertelfinale
|                        | Gesamt  |                      | Hinspiel | Rückspiel |
| ---------------------- | ------- | -------------------- | -------- | --------- |
| BK Akademik Plovdiv    | 133:148 | BK Dinamo Tiflis     | 64:76    | 69:72     |
| FC Barcelona           | 105:114 | KS Polonia Warschau  | 64:65    | 41:49     |
| AŠK Olimpija Ljubljana | 142:174 | ASK Riga             | 79:95    | 63:79     |
| GS Chorale Mulsant     | 120:124 | BK Slovan Orbis Prag | 68:59    | 52:65     |

## Halbfinale
|                  | Gesamt  |                      | Hinspiel | Rückspiel |
| ---------------- | ------- | -------------------- | -------- | --------- |
| BK Dinamo Tiflis | 152:126 | KS Polonia Warschau  | 88:65    | 64:61     |
| ASK Riga         | 181:114 | BK Slovan Orbis Prag | 82:55    | 69:59     |

## Finale
|                  | Gesamt  |          | Hinspiel | Rückspiel |
| ---------------- | ------- | -------- | -------- | --------- |
| BK Dinamo Tiflis | 113:130 | ASK Riga | 51:61    | 62:69     |

- Final-Topscorer:  Jānis Krūmiņš (ASK Riga): 43 Punkte